# ATC D05 – Pszoriázis elleni szerek
Az ATC D05 – Pszoriázis elleni szerek a gyógyszerek anatómiai, gyógyászati és kémiai osztályozási rendszerének (ATC) egyik alcsoportja.
| ATC D   | Bőrgyógyászati készítmények                                              |
| ------- | ------------------------------------------------------------------------ |
| ATC D01 | Gombás fertőzések elleni bőrgyógyászati szerek                           |
| ATC D02 | Bőrlágyító- és védőanyagok                                               |
| ATC D03 | Sebek és fekélyek kezelésére használt készítmények                       |
| ATC D04 | Viszketés elleni szerek, beleértve: antihisztaminok, érzéstelenítők stb. |
| ATC D05 | Pszoriázis elleni szerek                                                 |
| ATC D06 | Antibiotikumok és kemoterapeutikumok bőrgyógyászati használatra          |
| ATC D07 | Kortikoszteroidok, bőrgyógyászati készítmények                           |
| ATC D08 | Antiszeptikumok és fertőtlenítők                                         |
| ATC D09 | Gyógyászati kötszerek                                                    |
| ATC D10 | Acne elleni készítmények                                                 |
| ATC D11 | Egyéb bőrgyógyászati készítmények                                        |

## D05A 	Psoriasis elleni helyi szerek

### D05ACAntracén-származékok
| ATC     | Magyar                 | INN                    | Gyógyszerkönyv |
| ------- | ---------------------- | ---------------------- | -------------- |
| D05AC01 | Ditranol               | Dithranol              |                |
| D05AC51 | Dithranol, kombinációk | Dithranol, kombinációk |                |

### D05AD Pszoralének helyi használatra
| ATC     | Magyar      | INN         | Gyógyszerkönyv |
| ------- | ----------- | ----------- | -------------- |
| D05AD01 | Trioxszalen | Trioxysalen |                |
| D05AD02 | Metoxszalen | Methoxsalen |                |

### D05AX 	Psoriasis elleni egyéb helyi szerek
| ATC     | Magyar                     | INN                        | Gyógyszerkönyv |
| ------- | -------------------------- | -------------------------- | -------------- |
| D05AX01 | Fumársav                   | Fumaric acid               |                |
| D05AX02 | Kalcipotriol               | Calcipotriol               |                |
| D05AX03 | Kalcitriol                 | Calcitriol                 |                |
| D05AX04 | Takalcitol                 | Tacalcitol                 |                |
| D05AX05 | Tazarotén                  | Tazarotene                 |                |
| D05AX52 | Kalcipotriol kombinációban | Kalcipotriol kombinációban |                |

## D05B 	Psoriasis elleni szisztémás készítmények

### D05BA 	Pszoralének szisztémás használatra
| ATC     | Magyar      | INN         | Gyógyszerkönyv |
| ------- | ----------- | ----------- | -------------- |
| D05BA01 | Trioxszalen | Trioxysalen |                |
| D05BA02 | Metoxszalen | Methoxsalen |                |
| D05BA03 | Bergapten   | Bergapten   |                |

### D05BB Retinoidok psoriasis kezelésére
| ATC     | Magyar    | INN        | Gyógyszerkönyv |
| ------- | --------- | ---------- | -------------- |
| D05BB01 | Etretinát | Etretinate |                |
| D05BB02 | Acitretin | Acitretin  |                |

### D05BX Egyéb psoriasis elleni szisztémás készítmények
D05BX51 Fumársav-származékok kombinációban